# Sinfónico (álbum de El Tri)
Sinfónico es un álbum en vivo de rock sinfónico de la banda mexicana El Tri. El álbum fue grabado el 12 y 13 de octubre del 1998 en el Auditorio Nacional de la Ciudad de México para conmemorar y celebrar el aniversario número 30 de El Tri. El álbum vendió más de 100 000 copias rápidamente después de su lanzamiento, convirtiéndose en un álbum platino y uno de los más vendidos y famosos de la banda. La sinfonía invitada para este proyecto fue la Sinfónica Metropolitana de México, con el Mtro. Eduardo Diazmuñoz como director musical,  misma que volvería a participar para el álbum Sinfónico II (2001).
Sinfónico es el decimosexto álbum de El Tri, y el cuarto grabado en vivo; e incluye una recopilación de las canciones más representativas del grupo, además de dos monólogos de Álex Lora; el primero como introducción del concierto y el segundo antes de la canción «Nostalgia». El álbum obtuvo una certificación de oro.

## Lista de canciones
Todas las canciones escritas y compuestas por Álex Lora, excepto donde se indica.
| N.º | Título                 | Escritor(es)                                                             | Duración |  |
| 1.  | «Virgen morena»        |                                                                          | 8:31     |  |
| 2.  | «Mente roquera»        |                                                                          | 5:46     |  |
| 3.  | «María Sabina»         |                                                                          | 5:41     |  |
| 4.  | «Los minusválidos»     | Chicho Mora, Lora, Martínez, Rafael Salgado, Rubén Soriano, Felipe Souza | 4:03     |  |
| 5.  | «Las piedras rodantes» |                                                                          | 3:20     |  |
| 6.  | «El niño sin amor»     |                                                                          | 3:52     |  |
| 7.  | «Difícil»              |                                                                          | 3:34     |  |
| 8.  | «Cuando tú no estás»   |                                                                          | 5:06     |  |
| 9.  | «Nostalgia»            |                                                                          | 6:01     |  |
| 10. | «Triste canción»       |                                                                          | 9:21     |  |
| 11. | «Pobre soñador»        | Lora, Souza                                                              | 6:49     |  |
| 12. | «A.D.O.»               |                                                                          | 9:27     |  |

## Créditos y personal
- Álex Lora – guitarra, bajo, voz, productor, mezclas
- Rafael Salgado – armmónica
- Eduardo Chico – guitarra
- Oscar Zarate – guitarra
- Chela Lora – coros, planeación y coordinación
- Ramón Pérez – percusiones

Músicos invitados
- Eduardo Toral – piano
- Zbigniew Paleta – violín
- Felipe Souza – guitarra

Personal técnico
- Amir Gay – A&R
- Maricela Valencia – coordinación
- Fernando Aceves – fotografía
- José Argil – ingeniero
- Rodrigo Argil – ingeniero
- Laura Cárdenas – dirección artística
- Mark Chalecki – masterización
- Jan Carlo DeFan – asistente de producción
- Raúl Durand – asistencia técnica
- Pablo Esposito – ingeniero asistente
- Marco Gamboa – asistente de mezcla
- Gil García – asistencia técnica
- Rito Hernández – ingeniero asistente
- Víctor Morán López – coordinación de orquesta
- Miguel Martínez – director asistente, asistente de mezcla
- Sylvia Meza – dirección artística
- Francisco Miranda – ingeniero
- Arnulfo Montes – asistencia técnica
- Carlos Montaño – soporte técnico
- Juan Carlos Paz Y Puente – productor ejecutivo
- José Luis Pichardo – asistencia técnica
- Fernando Roldán – ingeniero
- Jean Smit – ingeniero
- Humberto Terán – ingeniero
- Salvador Tercero – director, ingeniero, director de grabación

*Escenografía : Miguel Zúñiga Carrera 